# مارثا هولاندر
مارثا هولاندر (بالإنجليزية: Martha Hollander)‏ هي كاتِبة وشاعرة أمريكية، ولدت في 24 مارس 1959.